# Ski acrobatique aux Jeux olympiques de 2014 - Sauts hommes
Navigation
Vancouver 2010 Pyeongchang 2018
L'épreuve masculine de saut acrobatique aux Jeux olympiques d'hiver de 2014 a lieu le 17 février 2014, les qualifications à 17 h 45 et la finale à 21 h 30, au parc extrême Rosa Khutor. C'est la sixième apparition de cette épreuve aux Jeux olympiques d'hiver.
Le Biélorusse Anton Kushnir remporte l'épreuve devant l'Australien David Morris et le Chinois Zongyang Jia.

## Médaillés
| Or            | Argent       | Bronze       |
| Anton Kushnir | David Morris | Zongyang Jia |

## Résultats

### Qualification 1
La première qualification a lieu à 17:45
| Rang | Dossard | Nom                 | Nationalité | Score  | Note |
| ---- | ------- | ------------------- | ----------- | ------ | ---- |
| 1    | 9       | Jia Zongyang        | Chine       | 118,59 | Q    |
| 2    | 6       | David Morris        | Australie   | 118,59 | Q    |
| 3    | 11      | Renato Ulrich       | Suisse      | 115,84 | Q    |
| 4    | 2       | Qi Guangpu          | Chine       | 113,57 | Q    |
| 5    | 7       | Wu Chao             | Chine       | 110,62 | Q    |
| 6    | 12      | Oleksandr Abramenko | Ukraine     | 109,50 | Q    |
| 7    | 3       | Anton Kushnir       | Biélorussie | 107,52 |      |
| 8    | 13      | Dmitri Dashinski    | Biélorussie | 106,64 |      |
| 9    | 8       | Pavel Krotov        | Russie      | 106,33 |      |
| 10   | 19      | Ilya Burov          | Russie      | 105,88 |      |
| 11   | 14      | Mac Bohonnon        | États-Unis  | 104,79 |      |
| 12   | 26      | Mykola Puzderko     | Ukraine     | 98,41  |      |
| 13   | 18      | Thomas Lambert      | Suisse      | 96,83  |      |
| 14   | 22      | Mischa Gasser       | Suisse      | 96,52  |      |
| 15   | 25      | Timofei Slivets     | Russie      | 87,33  |      |
| 16   | 27      | Sergei Berestovskiy | Kazakhstan  | 82,84  |      |
| 17   | 23      | Denis Osipau        | Biélorussie | 81,86  |      |
| 18   | 1       | Liu Zhongqing       | Chine       | 80,09  |      |
| 19   | 5       | Travis Gerrits      | Canada      | 76,92  |      |
| 20   | 4       | Aleksei Grishin     | Biélorussie | 76,82  |      |
| 21   | 28      | Baglan Inkarbek     | Kazakhstan  | 60,16  |      |

### Qualification 2
La qualification 2 a lieu à 18:30.
| Rang | Dossard | Nom                 | Nationalité | Score  | Note |
| ---- | ------- | ------------------- | ----------- | ------ | ---- |
| 1    | 13      | Dmitri Dashinski    | Biélorussie | 117,19 | Q    |
| 2    | 3       | Anton Kushnir       | Biélorussie | 115,38 | Q    |
| 3    | 8       | Pavel Krotov        | Russie      | 115,05 | Q    |
| 4    | 5       | Travis Gerrits      | Canada      | 112,39 | Q    |
| 5    | 23      | Denis Osipau        | Biélorussie | 111,05 | Q    |
| 6    | 14      | Mac Bohonnon        | États-Unis  | 110,18 | Q    |
| 7    | 25      | Timofei Slivets     | Russie      | 108,41 |      |
| 8    | 18      | Thomas Lambert      | Suisse      | 89,38  |      |
| 9    | 4       | Aleksei Grishin     | Biélorussie | 88,94  |      |
| 10   | 19      | Ilya Burov          | Russie      | 86,73  |      |
| 11   | 27      | Sergei Berestovskiy | Kazakhstan  | 85,30  |      |
| 12   | 22      | Mischa Gasser       | Suisse      | 83,91  |      |
| 13   | 28      | Baglan Inkarbek     | Kazakhstan  | 79,31  |      |
| 14   | 26      | Mykola Puzderko     | Ukraine     | 77,88  |      |
| 15   | 1       | Liu Zhongqing       | Chine       | 77,83  |      |

### Finales
Les finales commencent à 21:30.
| Médaille d'or, Jeux olympiques      | 3  | Anton Kushnir       | Biélorussie | 119,03 | 2  | 115,84       | 3            | 134,50       | 1            |              |              |
| Médaille d'argent, Jeux olympiques  | 6  | David Morris        | Australie   | 101,87 | 8  | 115,05       | 4            | 110,41       | 2            |              |              |
| Médaille de bronze, Jeux olympiques | 9  | Jia Zongyang        | Chine       | 110,41 | 4  | 117,70       | 1            | 95,06        | 3            |              |              |
| 4                                   | 2  | Qi Guangpu          | Chine       | 121,24 | 1  | 116,74       | 2            | 90,00        | 4            |              |              |
| 5                                   | 14 | Mac Bohonnon        | États-Unis  | 105,21 | 7  | 113,72       | 5            | Non qualifié | Non qualifié | Non qualifié | Non qualifié |
| 6                                   | 12 | Oleksandr Abramenko | Ukraine     | 119,03 | 3  | 113,12       | 6            | Non qualifié | Non qualifié | Non qualifié | Non qualifié |
| 7                                   | 5  | Travis Gerrits      | Canada      | 107,29 | 6  | 111,95       | 7            | Non qualifié | Non qualifié | Non qualifié | Non qualifié |
| 8                                   | 13 | Dmitri Dashinski    | Biélorussie | 108,41 | 5  | 100,45       | 8            | Non qualifié | Non qualifié | Non qualifié | Non qualifié |
| 9                                   | 23 | Denis Osipau        | Biélorussie | 99,36  | 9  | Non qualifié | Non qualifié | Non qualifié | Non qualifié |              |              |
| 10                                  | 8  | Pavel Krotov        | Russie      | 96,46  | 10 | Non qualifié | Non qualifié | Non qualifié | Non qualifié |              |              |
| 11                                  | 7  | Wu Chao             | Chine       | 82,30  | 11 | Non qualifié | Non qualifié | Non qualifié | Non qualifié |              |              |
| 12                                  | 11 | Renato Ulrich       | Suisse      | 80,53  | 12 | Non qualifié | Non qualifié | Non qualifié | Non qualifié |              |              |